# Branford (Connecticut)
Branford – miasto w Stanach Zjednoczonych, w stanie Connecticut, w hrabstwie New Haven.